# Sherzod Qudbiyev
Sherzod Davlyatovich Qudbiyev, aussi orthographié Sherzod Davlyatovich Kudbiyev, (en ouzbek : Шерзод Давлятович Қудбиев, en russe : Шерзод Давлятович Кудбиев Cherzod Davliatovitch Koudbiev, né le 12 avril 1981 à Ferghana dans la RSS d’Ouzbékistan en Union Soviétique) est un homme politique ouzbek.

## Biographie
Qudbiyev est né le 12 avril 1981 à Ferghana. Il gradue de l'Institut polytechnique de Ferghana avec la spécialisation en finance et crédit. Après avoir travaillé au ministère des Relations économiques internationales, de l'Investissement et des Échanges puis au ministère du Travail entre 2010 et 2016, il est nommé hokim du district de Mirzo Ulughbek en remplacement de Shomansur Ahmedov. Le 11 avril 2018, le Ministre de l'Emploi et des Relations de travail, Aktam Haitov, quitte son poste pour diriger le conseil chargé des fermes, des fermes Dehkan et des propriétaires terriens.
Dès le lendemain, Qudbiyev est nommé pour remplacer Haitov au poste de ministre. Il est remplacé par Shavkatbek Irgashev à la tête du district du Mirzo Ulughbek. Il n'y reste pas longtemps puisqu'il devient conseiller du président le 30 août 2019. Il est remplacé à ce poste par Nozim Hasanov. Il dirige le comité d'état sur les taxes depuis mai 2020.